# Roberto Ventura
Roberto Ventura (Rio de Janeiro, 1957 — État de São Paulo, 2002) était un critique littéraire, historien de la littérature et professeur d’université brésilien. Ses travaux portaient principalement sur Guillaume-Thomas Raynal, Haroldo de Campos, Paulo Leminski, Jorge Luis Borges, Araripe Júnior, et surtout sur Euclides da Cunha et son chef-d’œuvre Os sertões, desquels il passait pour être l’un des meilleurs spécialistes. Il fut emporté par la male mort à l’âge de 45 ans, alors qu’il s’apprêtait à mettre la dernière main sur une biographie de cet écrivain, qui sera publiée posthumément.

## Biographie
Après avoir achevé en 1978 une formation en administration publique à la Fondation Getúlio Vargas de Rio de Janeiro, Roberto Ventura poursuivit jusqu’en 1977 des études de lettres à l’université Santa Úrsula et obtint en 1982 sa maîtrise de lettres à l’université pontificale catholique de Rio de Janeiro, avant de soutenir en 1987 et 1988 une thèse de doctorat en théorie littéraire et littérature comparée à l’université de Bochum et parallèlement à l’université de São Paulo, thèse intitulée Escritores, escravos e mestiços em um país tropical: Raça e natureza na cultura brasileira (1825-1933) (littéralement : « Écrivains, esclaves et métis dans un pays tropical : Race et nature dans la culture brésilienne (1825-1933) », dans laquelle il analysa la formation de la critique littéraire brésilienne. Il travailla ensuite en qualité de professeur associé à l’université de São Paulo jusqu’à sa mort inopinée en 2002. Auparavant, il avait aussi été chercheur invité à l’École des hautes études en sciences sociales (EHESS, France), de 1984 à 1984, et chercheur boursier à la Fondation Ford, aux États-Unis, de 1980 à 1983.
L’un de ses ouvrages les plus remarqués est Estilo tropical: história cultural e polêmicas literárias no Brasil, 1870-1914, paru en 1991 ; le titre en avait été emprunté à l’écrivain brésilien Araripe Júnior, dont l’œuvre fut l’un de ses principaux sujets d’étude.
Mais surtout, Roberto Ventura s’était passionne pour Os sertões, maître-livre d’Euclides da Cunha (titre de la traduction française Hautes terres, Métailié 1993), et publia sur l’auteur et l’œuvre un très grand nombre d’articles et prononça quantité de conférences. C’est précisément en s’en revenant d’une conférence à São José do Rio Pardo — ville où Euclides da Cunha avait autrefois, dans le cadre de sa profession d’ingénieur civil, dirigé la construction d’un pont — qu’il périt en 2002 dans un accident d’automobile, alors qu’il s’apprêtait à mettre la dernière main sur une biographie de l’écrivain. Son épouse Marcia Zoladz et son ami Mario Cesar Carvalho découvrirent dans son ordinateur toute la documentation et les originaux de cet ouvrage en cours d’élaboration, mais près de l’achèvement, que l’auteur décédé se proposait d’intituler Euclides da Cunha - Uma Biografia. Pour reconstituer le parcours de Da Cunha, Roberto Ventura avait entrepris des recherches méticuleuses, s’était entretenu avec les descendants de l’écrivain et de ses contemporains, avait colligé une foule de documents et pris bouche avec les principaux auteurs d’essais sur l’écrivain ou sur Canudos. Cette biographie en fin de gestation, qui se signale notamment par une mise en parallèle des vies d’Antônio Conselheiro et de Da Cunha (Roberto Ventura ayant en effet cru déceler entre les deux hommes plusieurs points communs), mais qui par ailleurs reste bâtie selon une structure et une chronologie classiques, fut remise aux organisateurs du projet, qui la firent publier posthumément en 2003, en tant qu’« esquisse biographique », sous le titre de Euclides da Cunha: Esboço Biográfico. Retrato interrompido da vida de Euclides da Cunha (litt. « Euclides da Cunha : Esquisse biographique. Portrait interrompu de la vie d’Euclides da Cunha »), par les soins de la maison d’édition Companhia das Letras,.

## Œuvre

### Ouvrages de Roberto Ventura
- História e dependência: cultura e sociedade em Manoel Bonfim, en collaboration avec Flora Süssekind, éd. Moderna, São Paulo 1984
- Estilo tropical: história cultural e polêmicas literárias no Brasil, 1870-1914, Companhia das Letras, São Paulo 1991
- Folha Explica Casa-Grande & Senzala, monographie sur le livre célèbre de Gilberto Freyre, éd. Publifolha, São Paulo 2000 (rééd. 2010)   (ISBN 85-7402-224-1)
- Os sertões, éd. Publifolha, São Paulo 2002
- Euclides da Cunha: Esboço Biográfico. Retrato interrompido da vida de Euclides da Cunha, sous la dir. de Mario Cesar Carvalho et José Carlos Barreto de Santana, Companhia das Letras, São Paulo 2003, 384 pages   (ISBN 978-85-3590-400-0)

### Articles de Roberto Ventura
- Voir liste de ses articles sur le site Currículo Lattes